# Pseudoleptaxinae
Pseudoleptaxinae zijn een uitgestorven onderfamilie van weekdieren uit de klasse van de Gastropoda (slakken).

## Taxonomie
Het volgende geslacht is in de onderfamilie ingedeeld:
- † Pseudoleptaxis Pilsbry, 1895[2] - typegeslacht van de onderfamilie Pseudoleptaxinae